# Castillo de Moniack
El castillo de Moniack es una casa torre del siglo XVI situada a 7 millas (11 km) al oeste de Inverness, y apenas al sur de Beauly en Highland, Escocia. El castillo fue construido en 1580 por miembros del Clan Fraser. El castillo está categorizado como B en la lista de edificios protegidos.

## Historia
El castillo con forma de torre de planta en L  ha sido alterado muchas veces desde su construcción. El antepecho almenado fue añadido en 1804 y el castillo fue ampliado en los años 1830. Los interiores incluyen una capilla católica. En los exteriores del castillo se encuentra la piedra Balblair, una piedra picta simbólica, tallada con la figura de un hombre, que se trasladó aquí desde Kilmorack en 1903.
El castillo de Moniack es el único castillo  que todavía pertenece a una rama del Lovat Frasers. Esta rama es conocida como los Moniack Frasers y es el mayor vástago del clan. Consiste en más de 250 descendientes del Honorable Alastair Fraser y Lady Sybil (originalmente Grimstone). Alastair recibió el castillo de manos de su hermano mayor, Simon Fraser, el decimocuarto Lord Lovat, en 1926. El castillo está actualmente ocupado por Rory Fraser y su familia.